# Mudrovce
Mudrovce (ungarisch Modrafalva – bis 1907 Mudróc) ist eine Gemeinde im Osten der Slowakei mit 64 Einwohnern (Stand 31. Dezember 2024), die zum Okres Košice-okolie, einem Teil des Košický kraj (Kaschauer Landschaftsverband), gehört.

## Geographie
Die Gemeinde befindet sich im Ostteil des Talkessels Košická kotlina am Übergang in das östlich gelegene Gebirge Slanské vrchy, im Einzugsgebiet der Olšava und somit des Hornád. Das Ortszentrum liegt auf einer Höhe von 428 m n.m. und ist 30 Kilometer von Košice entfernt (Straßenentfernung).
Nachbargemeinden sind Kecerovský Lipovec im Norden, Juskova Voľa im Osten, Boliarov im Südosten und Süden und Kecerovce (Ortsteil Kecerovské Kostoľany) im Westen.

## Geschichte
Mudrovce wurde zum ersten Mal 1406 als Modrafalua schriftlich erwähnt, eine weitere historische Bezeichnung ist Mudrowcze (1773). Das Dorf lag im Herrschaftsgebiet der Burg Lipovec, 1427 wurden 12 Porta verzeichnet, 1567 nur noch zwei Porta. Im 17. Jahrhundert hatte die Familie Segney Gutsanteile, im 19. Jahrhundert besaß das Ärar die Ortsgüter. 1715 wohnten hier neun Untertanen-Familien, 1787 hatte die Ortschaft 18 Häuser und 124 Einwohner, 1828 zählte man 20 Häuser und 167 Einwohner, die als Landwirte und Waldarbeiter beschäftigt waren.
Bis 1918/1919 gehörte der im Komitat Sáros liegende Ort zum Königreich Ungarn und kam danach zur Tschechoslowakei beziehungsweise heute Slowakei.

## Bevölkerung
| Jahr                | 1994 | 2004    | 2014 | 2024     |
| ------------------- | ---- | ------- | ---- | -------- |
| Anzahl der Personen | 75   | 80      | 76   | 64       |
| Unterschied         |      | +6,66 % | −5 % | −15,78 % |

| Jahr                | 2023 | 2024    |
| ------------------- | ---- | ------- |
| Anzahl der Personen | 62   | 64      |
| Unterschied         |      | +3,22 % |

Gemäß der Volkszählung 2011 wohnten in Mudrovce 74 Einwohner, davon 71 Slowaken und ein Ukrainer. Zwei Einwohner machten keine Angabe zur Ethnie.
42 Einwohner bekannten sich zur Evangelischen Kirche A. B., 15 Einwohner zur römisch-katholischen Kirche, jeweils zwei Einwohner zur griechisch-katholischen Kirche und zur reformierten Kirche und ein Einwohner zur tschechoslowakischen hussitischen Kirche. Neun Einwohner waren konfessionslos und bei drei Einwohnern wurde die Konfession nicht ermittelt.

## Verkehr
Nach Mudrovce führt nur die Straße 3. Ordnung 3294 als Abzweig der Straße 3. Ordnung 3290 zwischen Herľany (Anschluss an die Straße 2. Ordnung 576) und Kecerovce.